# Chase Elliott
William Clyde Elliott II, bolj znan kot Chase Elliott, ameriški dirkač, * 28. november 1995, Dawsonville, Georgia, Združene države Amerike.
Elliott je edini sin nekdanjega Nascarjevega dirkača Billa Elliotta.  Trenutno dirka v pokalni seriji NASCAR z ekipo Hendrick Motorsports v avtomobilu Chevrolet Camaro ZL1 1LE s številko 9, ki ga sponzorira NAPA Auto Parts.
Leta 2014 je bil prvak serije NASCAR Nationwide. V pokalni seriji je debitiral v tekmovanju STP 500 leta 2015, prvo zmago v tej seriji pa je osvojil na dirki Go Bowling at The Glen 2018.